# 黒き星の皇子
黒き星の皇子（くろきほしのみこ）はテーブルトークRPG(TRPG)『セブン＝フォートレス V3』のリプレイ作品。全1話。

『E-LOGIN』2003年9月号から2003年12月号まで掲載され、後にエンターブレインからファミ通文庫の1冊として発売された。「みこシリーズ」の第2弾でもある。
ゲームマスター兼リプレイ執筆は菊池たけし。イラストは石田ヒロユキ。文庫版では巻頭の予告コミックやキャラクター作成のレビュー漫画をみかきみかこが執筆している。
システムは『セブン＝フォートレス V3』及びそのサプリメント『セブン＝フォートレス パワード』が使われているが、『セブン＝フォートレス』シリーズの世界であるラース＝フェリアではなく、同じ主八界を成すとはいえラース＝フェリアとは異世界であるファー・ジ・アース（＝地球）を最初から最後まで舞台としているため、読者の間では『ナイトウィザード』（ルール第一版）のリプレイとして扱われることが多い。ファミ通文庫の表紙でも、背表紙には「セブン＝フォートレス リプレイ」と表記されているが、表表紙には『セブン＝フォートレス V3』と『ナイトウィザード』のロゴタイプが併記されている。

## 概要
前作の『紅き月の巫女』が一年半に及ぶ長期連載だったため、一話分の物語を全5回ほどの連載で濃く描こうというコンセプトで初められたリプレイ。しかし連載途中で、『E-LOGIN』と『TECH GIAN』という2つのアダルトゲームソフト雑誌を抱えていたエンターブレインの社内事情（記事「E-LOGIN」の「アダルトゲーム雑誌重複問題」の項目を参照。なお本リプレイ自体は全年齢対象である）により『E-LOGIN』の休刊が決定。連載を全4回に短縮する形で最終号となった2003年12月号までになんとか物語を完結されている。なお、文庫版では加筆が行われ初期構想どおりの全5章の構成となっている。
プレイヤーは『紅き月の巫女』で主役級であった矢薙直樹と小暮英麻を続投。さらにみこシリーズ以外の『ナイトウィザード』リプレイである『星を継ぐ者』で人気を博した矢野俊策と田中天を登場PCごと引っ張ってきている。

## あらすじ
40億年後の世界。地球はある無敵の魔神によって滅ぼされつつあった。地球を守る守護天使たちはその無敵の魔神を倒すために、地球のあらゆる歴史が書かれた「予言書」に頼ることになる。予言書によると、40億年前に存在する少年「神条皇子」ならば魔神を倒せるという。守護天使ソルティレージュは過去からその勇者を連れてくるため、予言書を携え200X年の日本へと向かう。
一方、200X年の日本では多くのウィザードたちがある目的のために独自に動き出していた。守護者と言われる亜神たちからウィザードたちにもたらされたある予言に対応するためである。その予言とは、今から48時間後にある少年が世界を破壊する魔神に覚醒するという恐ろしいものであった。魔神に覚醒する少年の名前は「神条皇子」。ウィザードであるこの少年は幼馴染の東雲麻耶を失った悲しみから魔神へと変貌するという…。
魔神を倒すために皇子を未来へ連れて行こうとするソルティレージュ。皇子を魔神へと覚醒させるために暗躍する魔王ベール＝ゼファー。覚醒の前に皇子の抹殺を図る地球の守護者アンゼロットと世界魔術協会。ひとりの犠牲者も出すことなく魔神の覚醒を防ぐ手段を模索するローマ聖王庁。様々な勢力が皇子の周りをとり巻き、そして運命の一瞬がやってくる。

## 登場人物

### プレイヤーキャラクター
プレイヤーによって操作するキャラクター。PC。名前の横にカッコで記述されているのはPCの読みとプレイヤー名である。キャラクタークラスについてスラッシュで複数かかれている場合はマルチクラスおよびクラスチェンジによりクラスを複数有していることを表し、太文字で強調されているクラスはメインクラスであることを示す。属性についてはスラッシュをはさんで左側が第一属性、右側が第二属性となる。キャラクタークラスの横のレベルはそのリプレイ開始時のもの。なおルール上、PC全員は『セブン＝フォートレス V3』（及び『セブン＝フォートレス パワード』）で追加された異世界メインクラスを保有している。
神条 皇子 (かみじょう・みこ、矢薙直樹)
キャラクタークラス : プリンセス (Lv.2) / 大いなる者 (Lv.1) / メイジ (Lv.0)
PC番号 : PC1
属性 : 〈水〉 / 〈木〉
輝明学園秋葉原校の高等部2年生。天涯孤独で孤児院で生まれ育った。そのせいなのか幼馴染の麻耶以外に心を許さず、他者を近づけようとしない影のある少年である。ただし、美形なために女性には人気はあるようだ。
皇子自身は気づいていないが、実は第三世界エル＝ネイシアの生まれである。そのため神姫（エターナル★プリンセス）の力を持ち、下僕を使役できる。彼が使役する下僕は「霧」であり、霧の粒子一つ一つが皇子の指令により自在に操られる。
麻耶の死をきっかけに魔神へと覚醒する未来が決定されており、その未来を変えるためにアンゼロット派のウィザードたちの襲撃を受けることとなる。
運命の通りに麻耶は凶弾に倒れ、皇子は一時的に魔神へ覚醒しかけるが、ナイトメアから麻耶の命がまだ助かるわずかな可能性を告げられ踏み止まる。そして、「麻耶を失って絶望した自分」を否定するためにソルティレージュとともに40億年後の未来に行き、魔神と対決することになる。
ソルティレージュ (小暮英麻)
キャラクタークラス : エンジェル (Lv.3) / 強化人間 (Lv.1)
PC番号 : PC2
属性 : 〈風〉 / 〈水〉
40億年後の地球の守護天使。愛称は「ソルト」。ただの守護天使ではなく、神の手により生み出され人の手により強化改造手術を受けた「最終天使」である。長らく眠りつづけていたものを「魔神」との戦いのために呼び起こされた。しかし彼女の力をもってしても魔神は倒せず、天使長の命により「予言書（未来に書かれた日記）」に書かれた魔神を倒せる勇者「神条皇子」を連れ帰るために200X年の過去へとタイムワープした。
特別に強化された守護天使であることを示すため、人造天使であることを示すキャラクタークラス「エンジェル」がハンドアウトの推奨クラスで指定されている（「ゲームシステムと世界観が異なる理由」も参照）。サブクラスに「強化人間」が追加されていることもあって、改造天使らしいキャラクターになっている。
エンジェルの特技《堕天使化》（自爆することで敵味方含めて大ダメージ）が必殺技。言うことを聞かない相手には笑顔で自爆の粛清を食らわせる。他のPCたちには「自爆天使」「ドカンエル」「ジバクエル」などと言われ恐れられた。
その正体は40億年眠りつづけた東雲麻耶である。麻耶が凶弾に倒れた後、マンテル博士が用意し麻耶に移植された「第五世界エルフレアで手に入れた命をつなぎとめるための魔宝石」は、「日記の1ページ」を使って作られた特別なエンジェルシードだった。
「The 2nd Edition」移行後に公開されたシナリオ『予言の書が多すぎる』（ファンブック『フライ・ミー・トゥ・ザ・ムーン』収録）にNPCとして再登場している。
柊蓮司 (ひいらぎ・れんじ、矢野俊策)
キャラクタークラス : ナイトウィザード (Lv.0) / 魔剣使い (Lv.4)
PC番号 : PC3
属性 : 〈風〉 / 〈火〉
輝明学園秋葉原校高等部3年生のウィザード。自称「不良学生」。『星を継ぐ者』および『フレイスの炎砦』で活躍したPCの1人である。
『フレイスの炎砦』の事件の直後、地球に帰還した柊の下にアンゼロットからの指令が下るところから物語は始まる。その指令とは世界の危機を呼び起こすことになる神条皇子を魔神として覚醒する前に抹殺すること。彼はアンゼロットのやり方に反感を覚えつつも任務を承諾するが、直後に現れたソルティレージュとグイードの説得を容れて彼女らに協力することになる。
グイード＝ボルジア (田中天)
キャラクタークラス : ナイトウィザード (Lv.0) / 聖職者 (Lv.4)
PC番号 : PC4
属性 : 〈火〉 / 〈天〉
ローマ聖王庁に属するエクソシスト。35歳男性。自称「無邪気な神の使徒」。異端や悪魔を惨殺することを趣味としている。ローマ聖王グレゴリオ・ピウス11世とは本人曰く愛人同士。『星を継ぐ者』で活躍したPCの1人である。
聖王からの命で、時の守護者ライム＝ケーベルと接触し、これから起こる魔神の覚醒と「未来に書かれた日記」の存在を知る。そして皇子を殺さずにすべてを救う方法を探索するためソルティレージュと協力して、皇子を狙うアンゼロットの刺客と対決。アンゼロットから皇子抹殺の指令を受けていた柊に翻意と自分たちへの協力を要請する。
『星を継ぐ者』では痩せぎすのスタイルだったが、レベルアップの際に筋力に集中して成長させたため、今作では筋肉質な逞しい男としてイラストが描かれている。今作以後はグィードは筋肉質な男として描かれるのが基本となる。

### ノンプレイヤーキャラクター
GMが操作するキャラクター。NPC。名前の横にカッコで記述されているのはPCの読みである。
東雲 麻耶（しののめ・まや）
皇子と同じ孤児院で育ち、皇子とは家族よりも深い絆で結ばれている少女。皇子と同じく輝明学園秋葉原校に通っている。彼女が死を迎えるときに皇子は魔神になると運命づけられており、グィードと柊は麻耶が死なないように守ろうとしたが…。
麻耶は皇子と同じくやはりどこか悲しみの影を背負っている部分がある少女だが、皇子とは違い笑顔を絶やそうとしない前向きな少女である。ただし、自分の中の少し暗い部分を無理に押さえつけて作り笑いをする様がクラスメイトの神経をどこか逆撫でして、いじめられることもあるようだ。
…というのがリプレイ中のいくつかの文章から読み取れる本来の麻耶の初期キャラクター設定である。が、実際にリプレイに登場する麻耶はこのような感動物語に出てきそうなキャラクターではない。矢薙直樹と小暮英麻の要望によりGMの考えてもいなかった妙な生物に変更されてしまったのだ（詳細はにゃふぅの節を参照）。
リプレイ中盤、麻耶は首席が皇子を殺そうと撃った拳銃の暴発により瀕死の状態となる。そのショックで皇子は魔神に覚醒しかかるが、ナイトメアから麻耶を仮死状態のまま生かしておく方法があることを知らされ正気を取り戻す。この方法こそが「第五世界からマンテル博士が持ち帰った魔宝石」、すなわちエンジェルシードであった。しかし、マンテル博士の「麻耶が意識をとりもどすには奇跡を祈るしかない」という言葉通り、麻耶は命は長らえられても仮死状態のままにあり、彼女の意識を目覚めさせる方法は見出せなかった。なお、マンテル博士の言葉は伏線で、皇子が「大いなる者」の特技《小さな奇跡》（1シナリオ1回だけ使える「大いなる者」の特技。ルールを越えた奇跡を起こす）を使わなくては麻耶は目覚めないというフラグになっていた。そして、シナリオ開始時の時間軸では皇子はそのことに気づかずに魔神化し、麻耶は40億年眠り続けたという設定になっている。そして麻耶の肉体にはエンジェルシードによって天使化したことで生み出された別の人格「ソルティレージュ」が宿った。
「The 2nd Edition」では公式NPCとなっている。また「The 2nd Edition」環境下のリプレイ「愛はさだめ、さだめは死」のPC・橘輪之助は麻耶とのコネクションを持つが、両者の関係は明らかにされなかった。
魔神（ましん）
40億年後の世界で地球を滅ぼそうとしている魔神。
「運命」に護られており無敵である。彼が無敵なのは世界の運命を決定している「未来に書かれた日記」において、「魔神が倒されたという歴史的事実」が書かれた1ページが紛失しているからである。この失われた1ページの探索もPCたちの目的となっている。
魔神の正体は皇子である。麻耶が殺されたショックで、皇子の中にあった魔神の魂が覚醒したわけである。皇子のクラスに「大いなる者」があることから、この魔神は古代神に類する存在と思われる。
皇子の魔神への覚醒から40億年後という途方もない未来に世界を滅ぼそうとしているのは理由がある。実は魔神になった歴史での皇子はそれでも麻耶が愛したこの世界を滅ぼすことを拒み、破壊衝動と戦いつづけていた。40億年後に地球が太陽に飲まれていなかったのも、魔神となった皇子が地球を守るべく太陽の膨張から地球を救ったためである。魔神は40億年もの間、守り神でもあったのだ。そして40億年の疲弊の後に、全てをあきらめ地球を滅ぼすために動き出すことになる。
”時の守護者”ライム＝ケーベル
『セブン＝フォートレスRPG』リプレイ「フォーチューンの海砦」のPC。ラース＝フェリアにおける守護者の1人である”空の守護者”ヴァレリアの妹で、人間界と神界を結ぶ「天界の塔」の玄関の守護者ティアナその人。本リプレイで用いられている「ライム＝ケーベル」は、人間界に転生していたティアナの覚醒前の名前。「フォーチューンの海砦」の事件の後、第8の守護者として天上界に昇った。『セブン＝フォートレス V3』の時代においては、他の7人の守護者がラース戦役の初期に肉体を失い7つの砦の中で眠りに就く中で、覚醒が遅かった事も幸いして唯一生き残り、魔王を封印できる勇者を神界に導く役目を担っている。あらゆる過去とあらゆる未来を知ることのできる予言の女神でもある。
魔神覚醒の事件に際してファー・ジ・アースのローマ聖王庁に接触し、危機を伝える。「皇子ならば未来の魔神を倒せる」という日記の記述に希望をかけ、グィードに「ソルティレージュと協力して皇子を未来へつれていかせること」を依頼する。アンゼロットとは別のやり方で世界を救おうとしているが、麻耶の死亡と皇子の魔神への覚醒については決められた運命として受け入れてしまっている。
アンゼロット
第八世界ファー・ジ・アースの守護者にしてウィザードたちの最高指導者。世界を救う目的のためならば手段は選ばない鉄の精神を持つ女神。
魔神の覚醒そのものを防ぐべく、皇子の抹殺を計画。いくつかのウィザード組織に依頼して暗殺部隊を派遣する。
”首席”（しゅせき）
ダンガルド魔法学校を首席で卒業した魔術協会の幹部候補生。アンゼロットからの暗殺指令をこなすことで成果をみせつけようとしている。しかし、運命の力により彼が皇子に向かって撃とうとした銃が暴発し、麻耶を傷つけることになる。
無名のNPCであったが、その言動が他のPCから「ダメエリートの典型」（田中天）と突っ込まれ、矢薙直樹によって「首席」と命名された。
緋室灯（ひむろ・あかり）
「紅き月の巫女」のPC。絶滅社に所属するウィザードで強化人間。首席に雇われ皇子の命を狙う。
ナイトメア
「紅き月の巫女」のPC。絶滅社と契約する傭兵で夢使い。灯同様首席に雇われ皇子の命を狙うが、今回の任務に何らかの意図を感じていたらしく、麻耶に何かあった時のためにマンテル博士を呼び寄せていた。
”下僕博士”フリッツ＝フォン＝マンテル
『超女王様伝説 セント★プリンセス』のキャラクターで、第三世界エル＝ネイシアの下僕（エル＝ネイシアを治める亜神「超女王」を信奉する者を指す）。主八界でも最高の頭脳を持つハゲ頭の老人。
ナイトメアが世界間貿易組織「オクタヘドロン」を介してマンテル博士をファー・ジ・アースに招聘していた。麻耶が首席に撃たれたことにより、博士は麻耶に「命をつなぎとめる魔宝石」を埋め込む改造手術を行う。
元ネタは漫画『パタリロ!』の主人公パタリロ・ド・マリネール8世の変装レパートリーのひとつ。本編中で、登場するなり脈絡の無い替え歌を歌い始めるくだりも、『パタリロ!』のワンシーンのパロディである。

### その他の登場人物・用語など
未来の日記
ソルティレージュがいた40億年後の世界よりもさらに未来の時代に書かれたとされる「地球（＝ファー・ジ・アース）の全ての歴史が書かれた日記」。これが何らかの理由ではるかな過去にもたらされ、「究極の予言書」として人類史にひそかに受け継がれてきた。
日記が書かれたよりも過去の世界においては「日記の書かれている内容を観測した時点で、そこに書かれていることが本当になる」というルールがある。魔神の死を記した1ページだけが切り取られており、それゆえに魔神の死は誰にも観測されず、無敵性を保っている。
失われた1ページはすでにある世界で邪悪な魔法実験の触媒になったとも、美しい宝石に姿を変えたとも言われており、ライム＝ケーベルやアンゼロットのような守護者の知見をもってしても、見つけ出すことはできなかった。グィードはこの1ページが事件解決の鍵だとして、ページの探索に奔走することになる。
数十億年分の歴史が書かれている日記において、柊に関する項目は厚さ1センチにも及び、イベント豊富で最後のオチがあまりにも酷くてかわいそすぎるらしい。
失われた1ページの行方である「邪悪な魔法実験の触媒になった」と「美しい宝石に姿を変えた」は同じ出来事を意味している。つまり、第五世界エルフレアでの事件「第二次堕天使戦争」においてプロジェクトダークシードの実験の触媒に使われた。この実験の結果、日記の1ページはエンジェルシード（正確にはエンジェルシードに酷似したダークシード）に姿を変えた。40億年後のファー・ジ・アースでの最終決戦において、皇子はようやく一連の事件の仕掛けに気づき、《小さな奇跡》を使用した。その結果、ソルティレージュに「東雲麻耶」としての記憶が蘇り、不要となったエンジェルシードはソルティレージュ＝麻耶の体外に排出され、元の姿である「魔神の最期の時を記した記述が書かれたページ」となり、それが観測されたことで魔神は滅びた。
魔神滅亡後、皇子とソルティレージュ＝麻耶は世界の管理者として天に昇り、はるかな未来に「日記」を作る。こうして「未来の日記」は誕生した。
元ネタは「シュレーディンガーの猫の問題」と、それに対する反論の一つ「コペンハーゲン解釈」であり、グィードはリプレイ冒頭のライム＝ケーベルとの会話で「シュレーディンガーの猫」の名を口にしている。
ゾフィの魂
第五世界エルフレアに伝わるという死者を蘇らせる究極のアイテム。元は『エイスエンジェル』に登場した蘇生アイテム。名前の元ネタはゾフィー (ウルトラシリーズ)から。
マンテル博士はこれを麻耶に使おうとしてエルフレアに赴くが見つけることができず、代わりに魔宝石を持ち帰った。なお、マンテル博士がソフィの魂を得られなかった理由は、既にソフィの魂がラース＝フェリアに渡っていたためである。ソフィの魂は本リプレイと同時期に『ゲーマーズ・フィールド』で連載していた『セブン＝フォートレス V3』リプレイ「ラ・アルメイアの幻砦」で、シェルジュ＝ガェアの蘇生に使われている。
魔宝石
エルフレアでゾフィの魂を得られなかったマンテル博士が代わりに持ち帰ったアイテム。力と魂が宿るといわれるが、死者の復活に使った例はなく、マンテル博士曰く「命を生きながらえさせることはできるが、意識が目覚めることは奇跡でも起こらない限りはないだろう」。
これの正体はエンジェルシード（の模造品）である。これがたまたま「失われた日記の1ページ」を触媒に作られた特別なエンジェルシードだったことが、今作の最大の伏線である。「未来の日記」の項を参考。

## ゲームシステムと世界観が異なる理由
『黒き星の皇子』は、ゲームシステムには『セブン＝フォートレス V3』が使われているが、世界観は完全に『ナイトウィザード』に従っている。ライム＝ケーベルやマンテル博士、ゾフィの魂など、これまで菊池たけしが手がけたTRPGリプレイや読者参加企画の人物やアイテムが登場してはいるが、『V3』の個性でもある「様々な世界からのキャラクターが競演する」という部分はほとんど強調されず、表面的には「ウィザードたちが地球をエミュレイターから護るために人知れず戦う」という『ナイトウィザード』リプレイのノリが維持されている。
こうなった理由は2つある。一つは『ナイトウィザード』リプレイの読者層に『セブン＝フォートレス』を紹介しようという営業的側面。もう一つの、そして最大の理由は、このリプレイのシナリオに仕掛けられている、ある大掛かりなトリックを表現するために、『V3』で設けられたあるキャラクタークラスを採用する必要があったためだ。
そのクラスとは、PC2（リプレイにおいてソルティレージュとなる）のシナリオハンドアウトで推奨クラスとされた「エンジェル」である。『ナイトウィザード』には守護天使であることを表す「使徒」というクラスがある。一方、「エンジェル」は菊池の読者参加企画『エイスエンジェル』の世界観を『セブン＝フォートレス V3』に導入するに当たり設けられたクラスで、『エイスエンジェル』の背景世界である第五世界エルフレアの人造天使を表すクラスである。『ナイトウィザード』のルールであれば、強化改造された天使ならば「使徒」と「強化人間」、人造天使なら「使徒」と「人造人間」の組み合わせだけで表現できるにもかかわらず、なぜ『セブン＝フォートレス V3』を採用してまで「エンジェル」をPC2のハンドアウトの推奨クラスにしているのかが、『黒き星の皇子』の最大の謎を解くためのヒントになっている。
『黒き星の皇子』では「『未来の日記』の1ページ」が完全に行方不明になったかのような演出が良くされるが、実は様々な場所に、菊池たけし作品に詳しい者ならば『エイスエンジェル』のキーアイテムである「エンジェルシード」を想起させるキーワードがちりばめられている。ほとんどは『エイスエンジェル』を知らないと全く気づかないような難解な伏線だが、掲載誌が『エイスエンジェル』を連載していた『E-LOGIN』であったのが、このシナリオトリックを使うことを可能にした。「ソルティレージュはエルフレアの人間でもないのに、エンジェルのクラスを持っている以上、体内にエンジェルシードが存在していることになる」ということが、すなわちソルティレージュがエンジェルシードを埋め込まれた東雲麻耶の未来の姿であることを意味している。

## 柊のレベルが下がった理由
『ナイトウィザード』の名物キャラと言える柊蓮司だが、「黒き星の皇子」ではストーリーにはほとんど関わらない。しかし「黒き星の皇子」は、いわゆる「柊サーガ」においては「キャラクターレベルを下げられる」という記念すべき事件が起こった作品として重要な位置にある。
『ナイトウィザード』には「レベルドレイン」「経験点の喪失」などのレベルが下がるルールは存在していないため、本来不可能なことである。しかし「黒き星の皇子」は『セブン＝フォートレス パワード』を導入して『ナイトウィザード』と『セブン＝フォートレス V3』を連結した初のリプレイであるため、GMの菊池たけしには「全PCのキャラクターレベルを均一にしておきたい」という考えがあった。そこで障害となったのが柊のキャラクターレベルであった。同じ「星を継ぐ者」で初登場したグイード＝ボルジアと異なり、途中に『フレイスの炎砦』の5セッションを挟んでいる柊のキャラクターレベルは「6」になっており、「黒き星の皇子」のシナリオにおいては強くなり過ぎていた。そのためセッション開始に先立ち、菊池は柊のプレイヤーである矢野俊策に対し、シナリオハンドアウトでキャラクターレベルを「4」に下げるようリビルドを指示した。リプレイ本文において菊池は「よい子のユーザーのみなさん、これはネタなのでマネしないようにしましょう（笑）」と、おどけた口調ながら今回の措置が特例であることを強調している。
これ以降、柊には「下がる男」の称号が与えられるようになる。ストーリー上では、柊がレベルを下げられた理由は、アンゼロットの言葉によれば「今回の事件で柊はレベルが4に下げられると運命で決められているから私はそれに従っただけ。この運命にはあらがうことはできない」とされている。実際『黒き星の皇子』には「未来に書かれた日記」というギミックがあり、アンゼロットの言っていることは間違いにはならない。
なお、今作で柊のレベルを下げるために使われた「下がるお茶」は、「The 2nd Edition」移行後のリプレイ「蒼穹のエンゲージ」でも用いられている。

## にゃふぅ
東雲麻耶の愛称。麻耶は本来は皇子の心の支えとなるけなげな少女として描かれる予定だったが、矢薙直樹小暮英麻の要望により、舌っ足らずな言葉使いでしゃべり語尾に「にゃふぅ〜」とつける明らかに頭のゆるそうなロリキャラ、というイタイキャラクターにされてしまった。これは小暮英麻の座右の銘である「萌えとイタイは紙一重」を体言したキャラでもある。
このせいで、麻耶はリプレイ中ではかなり妙な存在感を持つキャラになった。明らかにシリアスな場面でも空気の読めない萌え口調を求められる麻耶のキャラクター性にGMの菊池たけしは四苦八苦していたようだ。
リプレイ終了後、麻耶のこのイタさを強制した小暮は「責任」を取る形でウェブラジオ「ナイトウィザード通信」（「ふぃあ通」の前身）中のミニドラマで麻耶の役を担当することになるのだが、これが本当に「萌えとイタイは紙一重」を体現するくらいノリノリで頭のゆるいロリキャラを演じ、そのイタさに逆に多くファンをつけてしまった。「ふぃあ通」では2009年頃まで小暮英麻とは別に「東雲麻耶」が1コーナーを担当していた。
小暮の演じる麻耶は次第に常軌を逸脱した言動を見せるようになり、頭のゆるいロリキャラでさえなくなり、エキセントリックでアグレッシブな能天気娘へと変貌していった。あまりにもリプレイでのイメージとかけ離れていったために今では「これはリプレイに出てくる麻耶とは設定を同じくする別のキャラクター」と菊池たけしによって公式にみなされている。そのためもあってか、ウェブラジオのミニドラマで出てくる麻耶は天涯孤独ではなく母親と暮らしているなど一部設定もリプレイとは異なっている。小暮が演じる麻耶はリプレイ上の麻耶と区別するためもあって「にゃふぅ」（もしくは「まやふぅ」。「ふぃあ通」では「まやふぅ」がコーナー題として用いられていた）と呼ばれることもある。これは小暮がラジオで演じるアンゼロットがあまりにエキセントリックなため「コグレロット」と呼ばれてリプレイ上のアンゼロットと区別されているのと同じである。なお、にゃふぅは『ToHeart2』のまーりゃんに似ているという声が「ふぃあ通」のファンの中で聞かれることがあるが、これは声優が同じ小暮だからである。

## マジカル・ウォーフェア
『黒き星の皇子』はナイトウィザードやセブン＝フォートレスのいくつかのリプレイをつなぐ大河物語「マジカル・ウォーフェア」の一編でもある。
神条皇子は第三世界エル＝ネイシアの生まれとなっているが、彼を赤子の時エル＝ネイシアから浚ってきたのは魔王ベール＝ゼファーである。ベール＝ゼファーは「世界の破滅をもたらす魔神の覚醒」という自分にとって都合の良い運命を確定すべく、魔神覚醒のための定められた条件「麻耶と皇子が惹かれあい、麻耶の死に皇子がショックを受け世界を否定するようにする」を実現するために皇子の環境に干渉しつづけた。皇子と麻耶が惹かれあっているのは全てベール＝ゼファーのお膳立てだった。
”首席”が麻耶を射殺したことで、事態はベール＝ゼファーの思惑通りに進んだかに見えた。しかしナイトメアとマンテル博士の介入、そして何よりも、皇子が「麻耶の蘇生」という希望を得て正気を取り戻した時点で、計画は水泡に帰した。

## 作品
- 黒き星の皇子（ISBN 978-4757718753 / 文庫/ エンターブレイン刊）